# رنه هانمان
رنه هانمان (آلمانی: René Hannemann؛ زادهٔ ۹ اکتبر ۱۹۶۸) ورزشکار بابسلد اهل آلمان است.